# Rosa teberdensis
Rosa teberdensis — вид рослин з родини трояндових (Rosaceae).

## Поширення
Вид зростає на Північному Кавказі й Південному Кавказі.